# Utvecklingsroman
Utvecklingsroman, en typ av roman som har sina rötter i 1800-talets bildningsroman, självbiografin och bekännelseromanen. Utvecklingsromanen uppkom med naturalismen och meningen är att den skall gestalta en positivistisk och deterministisk människosyn. Ofta är den skriven i första person och ibland har den stora likheter med självbiografin. Berättaren, jaget, delger läsaren en historia som handlar om en ungdomstid. Gränsdragningen mellan bildnings- och utvecklingsromanen dras ibland med hänvisning till naturalismen som betonar utveckling genom arv och miljö, medan bildningsromanen har idealistiska skäl till utveckling, dvs genom tillägnandet av lärdom, romaner, filosofi och religion.[källa behövs]
Handlingen går i stort sett ut på att huvudpersonen, som ofta är en man, i sin ungdom bryter upp från sitt barndomshem och ger sig ut på en resa. Ofta upplever jaget en slags vilsenhet och finner sin tillflykt i kvinnor av olika karaktär, men får även råd och vägledning från någon annan person.[källa behövs]

## Exempel på utvecklingsromaner
- Niels Lyhne – Jens Peter Jacobsen (1880).
- Romanen om Olof – Eyvind Johnson
- Mitt liv som hund – Reidar Jönsson
- Jack – Ulf Lundell
- Från Astrid till Lindgren – Vladimir Oravsky
- Siddharta – Herman Hesse
- By-pass – Tom Sandell